# Machlotes hintoni
Machlotes hintoni is een keversoort uit de familie knotshoutkevers (Bothrideridae). De wetenschappelijke naam van de soort werd in 1953 gepubliceerd door Malkin.